# Лакінськ
Лакінськ (рос. Лакинск) — місто у Собінському районі Владимирської області Російської Федерації.
Входить до складу муніципального утворення місто Лакінськ. Населення становить 14 330 осіб (2018).

## Історія
Населений пункт розташований на землях фіно-угорського народу мещери.
Від 10 травня 1929 року належить до Собінського району, утвореного спочатку у складі Владимирського округу Івановської промислової області з частини Владимирського повіту Владимирської губернії. Від 1944 року в складі Владимирської області.
Згідно із законом від 6 травня 2005 року входить до складу муніципального утворення місто Лакінськ.

## Населення
| 1923    | 1926    | 1931    | 1939    | 1959    | 1970    | 1979    |
| ------- | ------- | ------- | ------- | ------- | ------- | ------- |
| 1296    | ↗2299   | ↗4100   | ↗7216   | ↗9844   | ↗15 077 | ↗17 493 |
| 1989    | 1992    | 1996    | 1998    | 2000    | 2001    | 2002    |
| ↗18 918 | ↗19 100 | ↘18 700 | ↘18 300 | ↘17 700 | ↘17 400 | ↘17 086 |
| 2003    | 2005    | 2006    | 2007    | 2008    | 2009    | 2010    |
| ↗17 100 | ↘16 600 | ↘16 400 | ↘16 100 | ↘15 900 | ↘15 690 | ↗15 715 |
| 2011    | 2012    | 2013    | 2014    | 2015    | 2016    | 2017    |
| ↘15 673 | ↘15 494 | ↘15 275 | ↘15 009 | ↘14 895 | ↘14 711 | ↘14 568 |
| 2018    |         |         |         |         |         |         |
| ↘14 330 |         |         |         |         |         |         |